# Bryce Gheisar
Bryce Gheisar (Plano, 22 dicembre 2004) è un attore statunitense. È noto soprattutto per i suoi ruoli da protagonista come il giovane Ethan in Qua la zampa! e Julian in Wonder.

## Biografia
Gheisar è nato a Plano, in Texas. Prima di scoprire la recitazione, faceva ginnastica agonistica.

### Carriera
Gheisar iniziò la sua carriera da attore all'età di otto anni. Il suo primo ruolo lo ottenne nel 2015, interpretando Elijah Gutnick nel cortometraggio The Bus Stop. Dopo essersi iscritto alla scuola di recitazione Cathryn Sullivan, ebbe il suo primo ruolo cinematografico interpretando il giovane Ethan nell'acclamato film Qua la zampa!.
Sempre nello stesso anno, raggiunse una maggiore notorietà grazie al ruolo di Julian nel film Wonder, recitando accanto a Jacob Tremblay, Millie Davis e Julia Roberts.
Dal 2020 al 2021 interpretò Elliot Combes nella serie TV di Nickelodeon The Astronauts. Nel 2024 ha esordito come regista dirigendo The Noise.

## Filmografia

### Cinema
- Qua la zampa! (A Dog's Purpose), regia di Lasse Hallström (2017)
- Wonder, regia di Lasse Hallström (2017)
- Ore 15:17 - Attacco al treno (The 15:17 to Paris), regia di Clint Eastwood (2018)
- Wonder: White Bird (White Bird), regia di Marc Foster (2024)

### Televisione
- Walk the Prank - serie TV, (2016-2018)
- 9-1-1 -  serie TV, (2019)
- The Astronauts - serie TV, (2020-2021)
- Hai paura del buio? (Are You Afraid of the Dark?: Curse of the Shadows) - serie TV, (2021)

## Doppiatori italiani
Nelle versioni in italiano delle opere in cui ha recitato, Bryce Gheisar è stato doppiato da:
- Lorenzo D'Agata in Qua la zampa!, Wonder, Wonder: White Bird
- Giulio Bartolomei in The Astronauts
- Luca Tesei in 9-1-1